# UBBC Herzogenburg
UBBC Herzogenburg ist ein Basketballverein aus Herzogenburg in Niederösterreich. Das Team ist nach seinem Hauptsponsor UBBC APOsport Herzogenburg  benannt.

## Geschichte
Die Damenmannschaft spielt seit 1979 in der Meisterschaft. Im Jahre 1988 ist die Damenmannschaft in die Bundesliga B und im Jahre 1990 in die Bundesliga A aufgestiegen. Im Jahre 1995 wurden die Juniorinnen (U 18) Österreichischer Staatsmeister. Nach einem dritten Platz in der Meisterschaft 2009 nahm man in der Spielzeit 2009/10 aus finanziellen Gründen nicht in der AWBL teil, kehrte aber nach der Vizemeisterschaft 2010 in der zweiten Bundesliga ein Jahr später bereits wieder in die höchste Spielklasse zurück. Dort erreichte man nach dem Wiederaufstieg 2011 den vierten Platz. 2009 und 2010 gewann man in der Altersklasse U20 den Meistertitel der Juniorinnen.

## Damenmannschaft 2008/2009
- 4  Monikka Anthony
- 5  Martina Riel
- 6  Alexandra Uiuiu
- 7  Theresa Heuritsch
- 8  Yeliz Akin
- 9  Svetlana Orekhova
- 10  Katrin Böck
- 12  Katja Schwaigerlehner
- 13  Lisa Richard
- 14  Anna Maria Trübswasser
- 15  Jordan Wilson

- Rudolf Böck (Coach)

## Weitere Spielerinnen (Auswahl)
- Szandra McCrory

- Stella Staudinger

## Erfolge der Damen
- Meisterschaft: 1996 Meister, 2004 + 2005 + 2007 + 2008 Vizemeister, 2006 Meister
- Pokalsieger: 2004 + 2005 Pokalfinalist, 2006 + 2007 Cupsieger